# Hans-Peter Briegel
Hans-Peter Briegel (Rodenbach, 11 oktober 1955) is een Duits voormalig voetbalspeler- en trainer, die speelde als verdediger of middenvelder.
Briegel, in zijn tijd een van de meest populaire Duitse voetballers, was van origine een atleet. Hij was succesvol in diverse onderdelen, zoals het verspringen (persoonlijk record: 7,5 meter) en het hink-stap-springen. Briegel behaalde zijn beste resultaat als atleet in de tienkamp, maar de boerenzoon had moeite om te concurreren in het speerwerpen en het hoogspringen. Daarom liet hij op 17-jarige leeftijd de atletiek achter zich, en ging hij voetballen bij buurtclub SV Rodenbach.

## Clubcarrière
Twee jaar nadat hij was overgegaan tot voetbal werd hij ontdekt door Erich Ribbeck en ging hij meetrainen bij 1. FC Kaiserslautern. Op 10 April 1976 maakte Briegel zijn debuut als invaller in een met 4-3 gewonnen wedstrijd tegen Bayern München. Tot 1984 bleef hij bij 1. FC Kaiserslautern waarna hij overstapte naar Hellas Verona in Italië. Briegel was meteen een belangrijke waarde voor zijn nieuwe club, waarmee hij in 1985 verrassend de Serie A titel won. In hetzelfde jaar werd Briegel verkozen tot Fußballer des Jahres (Voetballer van het Jaar) in Duitsland. Hij was de eerste voetballer die de prijs won terwijl hij niet in Duitsland speelde.
Nadat zijn contract bij Hellas Verona afliep, ging Briegel spelen bij competitiegenoot UC Sampdoria waarmee hij de Coppa Italia 1987/88 won. In 1988 hing hij zijn voetbalschoenen aan de wilgen. Briegel's bijnaam Walz von der Pfalz (letterlijk "De pletwals van de Palts") verwijst naar zowel zijn manier van spelen als zijn oorsprong. Briegel, die 47 doelpunten scoorde in 240 Bundesligawedstrijden, was een fervent voorstander van het idee van het spelen zonder scheenbeschermers, wat hij zelf ook deed.

## Interlandcarrière
Briegel debuteerde op 17 oktober 1979 in het West-Duits voetbalelftal in een kwalificatiewedstrijd voor het EK 1980 tegen Wales. Hij werd vervolgens opgenomen in de selectie voor het eindtoernooi in Italië. Briegel speelde de hele finale mee, welke met 2-1 werd gewonnen van België. Hierdoor kroonde West-Duitsland zich tot Europees kampioen. Briegel was ook onderdeel van het West-Duitse elftal dat vice-wereldkampioen werd op het WK 1982. Het EK van 1984 verliep minder succesvol: West-Duitsland werd onder leiding van bondscoach Jupp Derwall in de groepsfase uitgeschakeld. Derwall's opvolger Franz Beckenbauer hield Briegel bij de selectie waardoor hij in 1986 deelnam aan zijn tweede WK, waarin wederom de tweede plaats werd behaald. Beckenbauer was echter niet fan van zijn manier van spelen op het laatste toernooi en besloot hem niet op te nemen in de selectie voor het EK 1988. De boomlange verdediger speelde in totaal 72 interlands.
| Interlands van Hans-Peter Briegel voor West-Duitsland | Interlands van Hans-Peter Briegel voor West-Duitsland | Interlands van Hans-Peter Briegel voor West-Duitsland | Interlands van Hans-Peter Briegel voor West-Duitsland | Interlands van Hans-Peter Briegel voor West-Duitsland | Interlands van Hans-Peter Briegel voor West-Duitsland |
| №                                                     | Datum                                                 | Wedstrijd                                             | Uitslag                                               | Competitie                                            | Goals                                                 |
| ----------------------------------------------------- | ----------------------------------------------------- | ----------------------------------------------------- | ----------------------------------------------------- | ----------------------------------------------------- | ----------------------------------------------------- |
| 1                                                     | 17 Oct 1979                                           | West-Duitsland – Wales                                | 5–1                                                   | EK-kwalificatie                                       |                                                       |
| 2                                                     | 21 Nov 1979                                           | Sovjet-Unie – West-Duitsland                          | 1–3                                                   | Vriendschappelijk                                     |                                                       |
| 3                                                     | 02 Apr 1980                                           | West-Duitsland – Oostenrijk                           | 1–0                                                   | Vriendschappelijk                                     |                                                       |
| 4                                                     | 13 May 1980                                           | West-Duitsland – Polen                                | 3–1                                                   | Vriendschappelijk                                     |                                                       |
| 5                                                     | 11 Jun 1980                                           | Tsjecho-Slowakije – West-Duitsland                    | 0–1                                                   | EK-eindronde                                          |                                                       |
| 6                                                     | 14 Jun 1980                                           | West-Duitsland – Nederland                            | 3–2                                                   | EK-eindronde                                          |                                                       |
| 7                                                     | 17 Jun 1980                                           | West-Duitsland – Griekenland                          | 0–0                                                   | EK-eindronde                                          |                                                       |
| 8                                                     | 21 Jun 1980                                           | België – West-Duitsland                               | 1–2                                                   | EK-eindronde                                          |                                                       |
| 9                                                     | 10 Sep 1980                                           | Zwitserland – West-Duitsland                          | 2–3                                                   | Vriendschappelijk                                     |                                                       |
| 10                                                    | 11 Oct 1980                                           | Nederland – West-Duitsland                            | 1–1                                                   | Vriendschappelijk                                     |                                                       |
| 11                                                    | 19 Nov 1980                                           | West-Duitsland – Frankrijk                            | 4–1                                                   | Vriendschappelijk                                     | Goal                                                  |
| 12                                                    | 03 Dec 1980                                           | Bulgarije – West-Duitsland                            | 1–3                                                   | WK-kwalificatie                                       |                                                       |
| 13                                                    | 01 Jan 1981                                           | Argentinië – West-Duitsland                           | 2–1                                                   | Mundialito                                            |                                                       |
| 14                                                    | 07 Jan 1981                                           | West-Duitsland – Brazilië                             | 1–4                                                   | Mundialito                                            |                                                       |
| 15                                                    | 29 Apr 1981                                           | West-Duitsland – Oostenrijk                           | 2–0                                                   | WK-kwalificatie                                       |                                                       |
| 16                                                    | 19 May 1981                                           | West-Duitsland – Brazilië                             | 1–2                                                   | Vriendschappelijk                                     |                                                       |
| 17                                                    | 24 May 1981                                           | Finland – West-Duitsland                              | 0–4                                                   | WK-kwalificatie                                       | Goal                                                  |
| 18                                                    | 02 Sep 1981                                           | Polen – West-Duitsland                                | 0–2                                                   | Vriendschappelijk                                     |                                                       |
| 19                                                    | 23 Sep 1981                                           | West-Duitsland – Finland                              | 7–1                                                   | WK-kwalificatie                                       |                                                       |
| 20                                                    | 14 Oct 1981                                           | Oostenrijk – West-Duitsland                           | 1–3                                                   | WK-kwalificatie                                       |                                                       |
| 21                                                    | 18 Nov 1981                                           | West-Duitsland – Albanië                              | 8–0                                                   | WK-kwalificatie                                       |                                                       |
| 22                                                    | 22 Nov 1981                                           | West-Duitsland – Bulgarije                            | 4–0                                                   | WK-kwalificatie                                       |                                                       |
| 23                                                    | 17 Feb 1982                                           | West-Duitsland – Portugal                             | 3–1                                                   | Vriendschappelijk                                     |                                                       |
| 24                                                    | 21 Mar 1982                                           | Brazilië – West-Duitsland                             | 1–0                                                   | Vriendschappelijk                                     |                                                       |
| 25                                                    | 24 Mar 1982                                           | Argentinië – West-Duitsland                           | 1–1                                                   | Vriendschappelijk                                     |                                                       |
| 26                                                    | 14 Apr 1982                                           | West-Duitsland – Tsjecho-Slowakije                    | 2–1                                                   | Vriendschappelijk                                     |                                                       |
| 27                                                    | 12 May 1982                                           | Noorwegen – West-Duitsland                            | 2–4                                                   | Vriendschappelijk                                     |                                                       |
| 28                                                    | 16 Jun 1982                                           | Algerije – West-Duitsland                             | 2–1                                                   | WK-eindronde                                          |                                                       |
| 29                                                    | 20 Jun 1982                                           | Chili – West-Duitsland                                | 1–4                                                   | WK-eindronde                                          |                                                       |
| 30                                                    | 25 Jun 1982                                           | Oostenrijk – West-Duitsland                           | 0–1                                                   | WK-eindronde                                          |                                                       |
| 31                                                    | 29 Jun 1982                                           | Engeland – West-Duitsland                             | 0–0                                                   | WK-eindronde                                          |                                                       |
| 32                                                    | 02 Jul 1982                                           | Spanje – West-Duitsland                               | 1–2                                                   | WK-eindronde                                          |                                                       |
| 33                                                    | 08 Jul 1982                                           | West-Duitsland – Frankrijk                            | 3–3                                                   | WK-eindronde                                          |                                                       |
| 34                                                    | 11 Jul 1982                                           | Italië – West-Duitsland                               | 3–1                                                   | WK-eindronde                                          |                                                       |
| 35                                                    | 22 Sep 1982                                           | West-Duitsland – België                               | 0–0                                                   | Vriendschappelijk                                     |                                                       |
| 36                                                    | 13 Oct 1982                                           | Engeland – West-Duitsland                             | 1–2                                                   | Vriendschappelijk                                     |                                                       |
| 37                                                    | 17 Nov 1982                                           | Noord-Ierland – West-Duitsland                        | 1–0                                                   | EK-kwalificatie                                       |                                                       |
| 38                                                    | 23 Feb 1983                                           | Portugal – West-Duitsland                             | 1–0                                                   | Vriendschappelijk                                     |                                                       |
| 39                                                    | 30 Mar 1983                                           | Albanië – West-Duitsland                              | 1–2                                                   | EK-kwalificatie                                       |                                                       |
| 40                                                    | 23 Apr 1983                                           | Turkije – West-Duitsland                              | 0–3                                                   | EK-kwalificatie                                       |                                                       |
| 41                                                    | 27 Apr 1983                                           | Oostenrijk – West-Duitsland                           | 0–0                                                   | EK-kwalificatie                                       |                                                       |
| 42                                                    | 07 Jun 1983                                           | West-Duitsland – Joegoslavië                          | 4–2                                                   | Vriendschappelijk                                     |                                                       |
| 43                                                    | 07 Sep 1983                                           | Hongarije – West-Duitsland                            | 1–1                                                   | Vriendschappelijk                                     |                                                       |
| 44                                                    | 05 Oct 1983                                           | West-Duitsland – Oostenrijk                           | 3–0                                                   | EK-kwalificatie                                       |                                                       |
| 45                                                    | 26 Oct 1983                                           | West-Duitsland – Turkije                              | 5–1                                                   | EK-kwalificatie                                       |                                                       |
| 46                                                    | 16 Nov 1983                                           | West-Duitsland – Noord-Ierland                        | 0–1                                                   | EK-kwalificatie                                       |                                                       |
| 47                                                    | 20 Nov 1983                                           | West-Duitsland – Albanië                              | 2–1                                                   | EK-kwalificatie                                       |                                                       |
| 48                                                    | 28 Mar 1984                                           | West-Duitsland – Sovjet-Unie                          | 2–1                                                   | Vriendschappelijk                                     |                                                       |
| 49                                                    | 18 Apr 1984                                           | Frankrijk – West-Duitsland                            | 1–0                                                   | Vriendschappelijk                                     |                                                       |
| 50                                                    | 22 May 1984                                           | Italië – West-Duitsland                               | 0–1                                                   | Vriendschappelijk                                     | Goal                                                  |
| 51                                                    | 14 Jun 1984                                           | West-Duitsland – Portugal                             | 0–0                                                   | EK-eindronde                                          |                                                       |
| 52                                                    | 17 Jun 1984                                           | West-Duitsland – Roemenië                             | 2–1                                                   | EK-eindronde                                          |                                                       |
| 53                                                    | 20 Jun 1984                                           | West-Duitsland – Spanje                               | 0–1                                                   | EK-eindronde                                          |                                                       |
| 54                                                    | 17 Oct 1984                                           | West-Duitsland – Zweden                               | 2–0                                                   | WK-kwalificatie                                       |                                                       |
| 55                                                    | 16 Dec 1984                                           | Malta – West-Duitsland                                | 2–3                                                   | WK-kwalificatie                                       |                                                       |
| 56                                                    | 29 Jan 1985                                           | West-Duitsland – Hongarije                            | 0–1                                                   | Vriendschappelijk                                     |                                                       |
| 57                                                    | 24 Feb 1985                                           | Portugal – West-Duitsland                             | 1–2                                                   | WK-kwalificatie                                       |                                                       |
| 58                                                    | 27 Mar 1985                                           | West-Duitsland – Malta                                | 6–0                                                   | WK-kwalificatie                                       |                                                       |
| 59                                                    | 25 Sep 1985                                           | Zweden – West-Duitsland                               | 2–2                                                   | WK-kwalificatie                                       |                                                       |
| 60                                                    | 16 Oct 1985                                           | West-Duitsland – Portugal                             | 0–1                                                   | WK-kwalificatie                                       |                                                       |
| 61                                                    | 17 Nov 1985                                           | West-Duitsland – Tsjecho-Slowakije                    | 2–2                                                   | WK-kwalificatie                                       |                                                       |
| 62                                                    | 05 Feb 1986                                           | Italië – West-Duitsland                               | 1–2                                                   | Vriendschappelijk                                     |                                                       |
| 63                                                    | 12 Mar 1986                                           | West-Duitsland – Brazilië                             | 2–0                                                   | Vriendschappelijk                                     | Goal                                                  |
| 64                                                    | 09 Apr 1986                                           | Zwitserland – West-Duitsland                          | 0–1                                                   | Vriendschappelijk                                     |                                                       |
| 65                                                    | 11 May 1986                                           | West-Duitsland – Joegoslavië                          | 1–1                                                   | Vriendschappelijk                                     |                                                       |
| 66                                                    | 14 May 1986                                           | West-Duitsland – Nederland                            | 3–1                                                   | Vriendschappelijk                                     |                                                       |
| 67                                                    | 04 Jun 1986                                           | Uruguay – West-Duitsland                              | 1–1                                                   | WK-eindronde                                          |                                                       |
| 68                                                    | 08 Jun 1986                                           | West-Duitsland – Schotland                            | 2–1                                                   | WK-eindronde                                          |                                                       |
| 69                                                    | 17 Jun 1986                                           | Marokko – West-Duitsland                              | 0–1                                                   | WK-eindronde                                          |                                                       |
| 70                                                    | 21 Jun 1986                                           | Mexico – West-Duitsland                               | 0–0                                                   | WK-eindronde                                          |                                                       |
| 71                                                    | 25 Jun 1986                                           | Frankrijk – West-Duitsland                            | 0–2                                                   | WK-eindronde                                          |                                                       |
| 72                                                    | 29 Jun 1986                                           | Argentinië – West-Duitsland                           | 3–2                                                   | WK-eindronde                                          |                                                       |

## Trainerscarrière
Briegel begon zijn trainersloopbaan bij FC Glarus, een tweededivisionist uit Zwitserland. Daarna nam hij de touwen in handen bij het Duitse SV Edenkoben alvorens hij hoofdtrainer werd bij SG Wattenscheid 09, dat net uit de Bundesliga was gedegradeerd. Dit verliep onsuccesvol, waarop Briegel besloot (tijdelijk) uit het trainersvak te stappen. Hij vervulde meerdere functies bij 1. FC Kaiserslautern.
In december 2002 werd hij door de Albanese voetbalbond aangesteld als bondscoach van Albanië. Voordat hij deze baan aannam had Briegel een periode in Turkije gewerkt. Eerst bij Beşiktaş JK als assistent van Karl-Heinz Feldkamp en onder diens opvolger. Daarnaast was hij van 7 november 2001 tot 30 juni 2002 hoofdtrainer van Trabzonspor. Hij besloot dus eind 2002 om als bondscoach van Albanië aan de slag te gaan en was zeer succesvol. Tot op heden is hij de meest succesvolle coach van het Albanees voetbalelftal vanwege het aantal punten dat hij haalde in de kwalificatiewedstrijden van het EK 2004 en het WK 2006 (10 gewonnen en 4 gelijk in 30 wedstrijden). Hij nam op 9 mei 2006 ontslag nadat hij eerder een contractverlenging had afgewezen.
In juni 2006 werd hij bondscoach van Bahrein, waar hij de opvolger werd van Luka Peruzović. Echter, hij werd ontslagen op 20 januari 2007 tijdens de Gulf Cup 2007.
Briegel was meest recentelijk werkzaam als eindverantwoordelijke bij de Turkse club Ankaragücü, waar hij aan het einde van het seizoen 2006/07 vertrok.

## Carrièrestatistieken
| Club prestaties | Club prestaties      | Club prestaties | Competitie  | Competitie |
| Seizoen         | Club                 | Competitie      | Wedstrijden | Doelpunten |
| Duitsland       | Duitsland            | Duitsland       | Competitie  | Competitie |
| --------------- | -------------------- | --------------- | ----------- | ---------- |
| 1975-76         | 1. FC Kaiserslautern | Bundesliga      | 7           | 1          |
| 1976-77         | 1. FC Kaiserslautern | Bundesliga      | 15          | 1          |
| 1977-78         | 1. FC Kaiserslautern | Bundesliga      | 22          | 4          |
| 1978-79         | 1. FC Kaiserslautern | Bundesliga      | 31          | 4          |
| 1979-80         | 1. FC Kaiserslautern | Bundesliga      | 33          | 7          |
| 1980-81         | 1. FC Kaiserslautern | Bundesliga      | 34          | 6          |
| 1981-82         | 1. FC Kaiserslautern | Bundesliga      | 32          | 13         |
| 1982-83         | 1. FC Kaiserslautern | Bundesliga      | 33          | 8          |
| 1983-84         | 1. FC Kaiserslautern | Bundesliga      | 33          | 3          |
| Italië          | Italië               | Italië          | Competitie  | Competitie |
| 1984-85         | Hellas Verona        | Serie A         | 27          | 9          |
| 1985-86         | Hellas Verona        | Serie A         | 28          | 3          |
| 1986-87         | Sampdoria            | Serie A         | 24          | 6          |
| 1987-88         | Sampdoria            | Serie A         | 27          | 3          |
| Totaal          | Duitsland            | Duitsland       | 240         | 47         |
| Totaal          | Italië               | Italië          | 106         | 21         |
| Carrière totaal | Carrière totaal      | Carrière totaal | 346         | 68         |

### Interlanddoelpunten
Doelpunten West-Duitsland als eerst benoemd. 
| #  | Datum            | Locatie                        | Tegenstander | Score | Uitslag | Soort wedstrijd      |
| -- | ---------------- | ------------------------------ | ------------ | ----- | ------- | -------------------- |
| 1. | 19 november 1980 | Niedersachsenstadion, Hannover | Frankrijk    | 2-0   | 4-1     | Vriendschappelijk    |
| 2. | 24 mei 1981      | Keskusurheilukenttä, Lahti     | Finland      | 1-0   | 4-0     | Kwalificatie WK 1982 |
| 3. | 22 mei 1984      | Letzigrund, Zürich             | Italië       | 1-0   | 1-0     | Vriendschappelijk    |
| 4. | 12 maart 1986    | Waldstadion, Frankfurt         | Brazilië     | 1-0   | 2-0     | Vriendschappelijk    |

## Erelijst

### Club
Verona
- Serie A: 1984/85

Sampdoria
- Coppa Italia: 1987/88

### Internationaal
West-Duitsland
- Europees Kampioenschap: 1980